# تأثيرات الإنترنت على المجتمعات
المجتمع هو عبارة عن مجموعة من الأشخاص أو الأشياء التي تظهر بشكل جماعي، ويعرّفه ستيفن برينتجريجيتس أنه مجموعة من الأشخاص الذين يتشاركون في النشاطات و/أو المعتقدات، والذين يرتبطون بشكل أساسي بعلاقات التأثير والولاء والقيم المشتركة و/أو الاهتمامات الشخصية، أي الاهتمام بشخصيات وأحداث حياة بعضهم البعض.
اقترحت الباحثة جيني بريس تقييم المجتمعات وفقًا للسمات المادية كالحجم والموقع والضوابط التي تغلب عليهم. أصبح التواصل بين الناس أسلوب حياة، ووفّر التنقّل الأرخص لهم الانضمام إلى مجتمعات متعددة لتلبية الاحتياجات المختلفة، فأدى ذلك إلى تحسّن المعايير المتعلقة بقوة ونوع العلاقات بين الناس.
يتأثر الناس بالمجتمعات التي يعيشون بها منذ الولادة وحتى الموت، ويؤثر ذلك على كل شيء بدءًا من الطريقة التي يتكلمون بها مع الآخرين، ويشبه ذلك تغيير الهاتف والتلفزيون للطريقة التي يتفاعل بها الناس اجتماعيًا، فقد غيرت أجهزة الكمبيوتر التواصل وخلقت معايير جديدة لرأس مال اجتماعي.
المجتمع الافتراضي هو مجموعة من الأشخاص الذين قد يقابلون أو لا يقابلوا بعضهم البعض وجهاً لوجه، والذين يتبادلون الكلام والأفكار من خلال أنظمة لوحات الحوار على الكمبيوتر والشبكات الرقمية الأخرى. انتشر استخدام الكمبيوتر بين الناس، ونما بذلك استخدام المجتمعات الافتراضية. يُعرّف رينجولد المجتمعات الافتراضية بأنها مجموعات اجتماعية تنبثق من شبكة الإنترنت عندما يواصل عدد كافٍ من الأشخاص تلك المناقشات العامة لفترة كافية، وذلك مع شعور إنساني كافٍ لتشكيل شبكات من العلاقات الشخصية في الفضاء الإلكتروني.
يصف مايكل بورتر المجتمع الافتراضي بأنه مجموعة من الأفراد أو شركاء العمل الذين يتفاعلون مع بعضهم من أجل مصلحة مشتركة، ويكون التفاعل مدعومًا و/أو متوسطًا على الأقل بواسطة التكنولوجيا ويُوجّه ببعض البروتوكولات أو القواعد. تتكون المجتمعات الافتراضية من أشخاص يتشاركون في نفس الاهتمامات أو الأهداف، والذين يعتبرون التواصل الإلكتروني شكلًا أساسيًا من أشكال التفاعل، وبنوا أشكالًا جديدة من التعاون. يوفر أعضاء المجتمع الأكثر مهارة وذوي الخبرة القيادة، ويساعدون على دمج مساهمات المجتمع ككل. يمكن للمجتمعات الافتراضية بهذه الطريقة استخدام الدوافع الطوعية الموجودة في المجتمع لتعيين الشخص المناسب للمهمة الصحيحة بشكل أكثر فعّالية من الأشكال التقليدية.
يقول بينكلر أنه يمكننا «أن نلاحظ ثقلًا في العلاقات الموجودة مسبقًا مع الأصدقاء والعائلة، ولاسيما مع أولئك الذين كان من الصعب الوصول إليهم في وقت أبكر». «إننا نشهد ظهور مجالات أكبر للعلاقات المحدودة الغرض أيضًا، وذلك على الرغم من أن هذه العلاقات قد لا تناسب النموذج المثالي للمجتمعات الافتراضية، وهي فعّالة وذات مغزى للمشاركين فيها».
أثارت القدرات الفردية المتزايدة التي تمثّل في الواقع قوة اجتماعية دافعة المخاوف من تحريض الإنترنت للتجزئة المجتمعية، فدفع ذلك الناس إلى قضاء وقتهم أمام الكمبيوتر بدلاً من التواصل مع بعضهم البعض. تُظهر الدراسات التجريبية أيضًا أننا نستخدم الإنترنت والمجتمعات على حساب التلفزيون، ويُعتبر هذا تبادل يعزز الروابط الاجتماعية.

## الرأسمالية الاجتماعية
الرأسمالية الاجتماعية هي مفهوم مبني على فرضية أن بعض القيم تنبع من مواقع التواصل الاجتماعي بسبب التفاعل الاجتماعي الذي قد يكون له تأثير إيجابي في مجتمع الأفراد الذين ينتمون إلى المجموعات من خلال تسهيل الإجراءات المنسقة. قال روزنفيلد إن «رأس المال الاجتماعي هو قدرة الناس على العمل معًا لتحقيق هدف مشترك».

### تقييم
استُخدمت العديد من الطرق المبتكرة لقياس رأس المال الاجتماعي، ولكن لا توجد هناك طريقة واحدة حقيقية لقياسه. أولاً، تملك تعريفات رأس المال الاجتماعي الأكثر شمولاً أبعادًا مختلفة، وتضم مستويات ووحدات تحليل مختلفة. ثانياً، تمثّل أي محاولة لقياس خصائص المفاهيم الغامضة بطبيعتها مثل «المجتمع» و«الشبكة» و«المنظمة» مشكلة في المقابل. ثالثًا، نشأ عدد قليل من الدراسات الاستقصائية الطويلة الأمد لقياس «رأس المال الاجتماعي» تاركةً الباحثين المعاصرين لتجميع الفهارس من مجموعة من العناصر التقريبية مثل تدابير الثقة في الحكومة واتجاهات التصويت والعضوية في المنظمات المدنية والساعات التي قضاها في العمل التطوعي. يُؤمَل أن تُنتج الدراسات الاستقصائية الجديدة التي وُضعت تحت التجريب حاليًا المزيد من المؤشرات المباشرة والدقيقة.
يمكن أن يكون قياس رأس المال الاجتماعي أمرًا صعبًا لكنه ليس مستحيلًا، وقد حددت العديد من الدراسات الممتازة وكلاءها المناسبين لرأس المال الاجتماعي، وذلك باستخدام أنواع ومجموعات مختلفة من منهجيات البحث النوعي والمقارنة والكمية.
بنى كل من نارايان وبريتشيت مقياس لرأس المال الاجتماعي في المناطق الريفية من تنزانيا، وذلك باستخدام بيانات من مسح رأس المال الاجتماعي وحالة الفقر في تنزانيا. سأل هذا الاستطلاع واسع النطاق الأفراد عن مدى وخصائص أنشطتهم المجتمعية وثقتهم في مختلف المؤسسات والأفراد. طابقوا مقياس رأس المال الاجتماعي هذا مع بيانات حول دخل الأسرة في نفس القرى، ووجدوا تأثير رأس المال الاجتماعي برفع دخل الأسرة على مستوى القرية.
كيف يمكننا قياس رأس المال الاجتماعي الذي يعتمد على كيفية تعريفنا له. إن التعريفات الأكثر شمولاً لرأس المال الاجتماعي متعددة الأبعاد، وتشمل مستويات ووحدات تحليل مختلفة. يُنظر إلى الثقة والمشاركة المدنية والمشاركة المجتمعية عمومًا على أنها طرق لقياس رأس المال الاجتماعي. يمكن أن تكون بعض المؤشرات مناسبة أكثر من غيرها، وذلك بالاعتماد على تعريف رأس المال الاجتماعي والسياق.

### التأثيرات على المجتمعات
تُستخدم مجموعة الأعمال (برأي روزينفيلد) لتمثيل تجمعات الشركات القادرة على تحقيق التعاون بسبب قربها الجغرافي وترابطها، ويعزز رأس المال الاجتماعي شبكات الإنتاج الإقليمية.
يعكس معدل الربط الشبكي (المعرّف كأشكال مختلفة من التحالفات الاستراتيجية والمشاريع المشتركة) عمومًا مستويات رأس المال الاجتماعي والثقة الموجودة وذلك حسب رأي روزنفيلد في عام 1997. وجد روبرت بوتنا أن رأس المال الاجتماعي يتنبأ بالأداء الاقتصادي. يوجد هناك بعض الأدلة التي تشير إلى أن العلاقات الاجتماعية تلعب دورًا مهمًا في بقاء الشركات الصغيرة، ولا تزال المساهمة النسبية من العوامل الأخرى مثل المهارات الإدارية والسياق البيئي غير معروفة.
وُضع المستوى المؤسسي بعين الاعتبار، فيعد المناخ التأديبي والقواعد الأكاديمية التي وضعها المجتمع المدرسي والثقة المتبادلة بين المنزل والمدرسة من الأشكال الرئيسية لرأس المال الاجتماعي. عُثر على أشكال رأس المال الاجتماعي هذه في نتائج تعلم الطلاب في دول شرق آسيا مثل سنغافورة وكوريا وهونج كونج. ثبت أن لها تأثيرًا كبيرًا ليس فقط على خلق مناخ تعليمي ورعاية، ولكن أيضًا على تحسين جودة التعليم وتقليل عدم المساواة في نتائج التعلم بين مجموعات الطبقة الاجتماعية.
تؤثر تقنيات المعلومات والاتصالات على جوانب مختلفة من المجتمعات بما في ذلك الاتصالات ورأس المال الاجتماعي والصداقات والثقة. يملك الإنترنت التأثير الأكبر على المجتمعات بسبب طبيعتها التفاعلية واستخدامها على نطاق واسع. يدعم الإنترنت الاتصالات التي يدعمها الكمبيوتر ويسرّع الطرق التي يعمل بها الأشخاص في مراكز المجتمعات الجزئية والشخصية. يرتبط استخدام الإنترنت بالجوانب الإيجابية والسلبية للمجتمعات.
لا يرتبط استخدام الإنترنت عمومًا بتراجع التواصل الاجتماعي. وجد الباحثون أن مستخدمي الإنترنت كانوا أكثر تواصلًا مع الآخرين من خلال الوسائط الأخرى (خاصة الهاتف) أكثر من غير المستخدمين، وكان استخدام الإنترنت مرتبطًا بمستويات أكبر من التفاعل الاجتماعي. يزعم باحثون آخرون أنه "لا يبدو أن استخدام الإنترنت له شأن في إضعاف اختلاط الناس والمجتمعات"، وأنه ليس من الضرورة أن يلغي التواصل عبر الإنترنت الأشخاص من عالمهم الواقعي، ولكنه يدعم العلاقات ولا سيما عندما تصبح المسافات بعيدة بينهم. يقولون أن الإنترنت «يبدو مناسبًا لتطبيقات البرامج الاجتماعية لأنه يمكّن المستخدمين من الحفاظ على مثل هذه العلاقات».

### التأثيرات على العائلة والأصدقاء والجيران
لوحظ تأثير استخدام الإنترنت الإيجابي على العلاقات بين أفراد الأسرة والأصدقاء. على سبيل المثال، كتب بعض علماء النفس: «سهّل الإنترنت عبر استخدام البريد الإلكتروني وسيلة الاتصال بشكل أساسي، وعزز الروابط الوثيقة بين العائلة والأصدقاء وخاصة أولئك الذين يعيشون في أماكن بعيدة جدًا للزيارة».
تساعد تكنولوجيا المعلومات والاتصالات على تكوين صداقات. يقول كل من عالمي النفس جون بارغ وكايتلين ماكينا أنه «عندما تُصبح العلاقات الناتجة من الإنترنت قوية بشكل كافٍ (أي عند إنشاء ثقة كافية)، فيميل الناس إلى إدخال الأشخاص في عالمهم الحقيقي». «يسهّل الإنترنت الاتصالات الجديدة، ويوفر للأشخاص طريقة بديلة للتواصل مع الآخرين الذين يشاركونهم اهتماماتهم أو أهدافهم».

### التأثيرات على الشبكة الاجتماعية
توفر الشبكات الاجتماعية إمكانيات لإنشاء علاقات جديدة والمحافظة على العلاقات الحالية. يقول الباحثون أن مستخدمو الشبكة الاجتماعية الشعبية (فيسبوك) يستخدمونه بشكل أساسي لمعرفة المزيد عن الأشخاص الذين يقابلونهم خارج الإنترنت، وأقل ميلًا إلى بدء علاقات جديدة: «يبدو أن أعضاء الفيسبوك يستخدمون هذا التطبيق باعتباره أداة للحفاظ على العلاقات السابقة، وأداة بحث اجتماعي تساعد على التحقق من الأشخاص الذين قابلتهم خارج الإنترنت».
تتحول العلاقات التي تتشكل عبر الإنترنت في بعض الأحيان إلى علاقات شخصية على أرض الواقع. أفاد باركس وفلويد أن 60% من العينة العشوائية «أبلغوا عن تشكّل علاقة شخصية من نوع ما مع شخص ما التقوا به على شبكة التواصل الاجتماعي»، وأن «العلاقات التي تبدأ على الإنترنت نادراً ما تبقى هناك».